# Captain America: Civil War (soundtrack)
Captain America: Civil War (Original Motion Picture Soundtrack) is de originele soundtrack van de Marvel Studios-film Captain America: Civil War, gecomponeerd door Henry Jackman. Het album werd op 6 mei 2016 uitgebracht door Hollywood Records.
De muziek werd opgenomen in de Air Studios in Londen, onder leiding van Gavin Greenaway. De tracklijst werd op 24 april 2016 bekendgemaakt.

## Tracklijst
Alle muziek is geschreven door Henry Jackman.

| Nr. | Titel               | Duur |
| --- | ------------------- | ---- |
| 1.  | Siberian Overture   | 2:56 |
| 2.  | Lagos               | 2:10 |
| 3.  | Consequences        | 2:22 |
| 4.  | Ancestral Call      | 2:37 |
| 5.  | Zemo                | 3:09 |
| 6.  | The Tunnel          | 3:51 |
| 7.  | Celestial Bodies    | 1:44 |
| 8.  | Boot Up             | 5:16 |
| 9.  | A New Recruit       | 1:47 |
| 10. | Stepping Up         | 1:59 |
| 11. | Standoff            | 4:01 |
| 12. | Civil War           | 4:26 |
| 13. | Larger Than Life    | 3:40 |
| 14. | Catastrophe         | 2:36 |
| 15. | Revealed            | 5:38 |
| 16. | Making Amends       | 1:34 |
| 17. | Fracture            | 4:00 |
| 18. | Clash               | 3:54 |
| 19. | Closure             | 5:32 |
| 20. | Cap's Promise       | 3:46 |
| 21. | Adagio (Bonustrack) | 2:18 |